# 1999 XJ20
1999 XJ20 är en asteroid i huvudbältet som upptäcktes den 5 december 1999 av LINEAR i Socorro County, New Mexico.
Asteroiden har en diameter på ungefär 5 kilometer och den tillhör asteroidgruppen Koronis.